# OFCチャンピオンズリーグ
OFCチャンピオンズリーグ（英: OFC Champions League）は、オセアニアサッカー連盟（OFC）が主催する、クラブチームによるサッカーの大陸選手権大会である。優勝チームにはFIFAクラブワールドカップへの出場権が与えられる。

## 概要
1987年、各大陸連盟にクラブチームによる国際サッカー大会が存在する中、OFCだけには無かった。そこでオセアニアクラブ選手権を創設した。初代チャンピオンはオーストラリアのアデレード・シティであった。しかし、この大会は一回限りで以降開催されなかった。ところが、国際サッカー連盟（FIFA）が各大陸のクラブチャンピオンによって争うクラブ世界選手権を2000年から開催することを決定したのを契機に、1999年に第2回大会を復活。2000-01シーズンも実施したがその後休止状態となった。
しかし、トヨタカップを統合して改編されたクラブ世界選手権の開催に合わせ、2005年に再開。以降は毎年開催され、2007年からはOFCチャンピオンズリーグに名称が変更された。なお、オーストラリアサッカー連盟は2006年にアジアサッカー連盟（AFC）へ転籍したため、現在オーストラリアのクラブはこの大会ではなくAFCチャンピオンズリーグ（ACL）に出場している。

## 結果
| 年度                    | 優勝                                           | 結果                                           | 準優勝                                         | 会場                                                                                      |
| オセアニアクラブ選手権  | オセアニアクラブ選手権                         | オセアニアクラブ選手権                         | オセアニアクラブ選手権                         | オセアニアクラブ選手権                                                                    |
| ----------------------- | ---------------------------------------------- | ---------------------------------------------- | ---------------------------------------------- | ----------------------------------------------------------------------------------------- |
| 1987                    | アデレード・シティ                             | 1 - 1 aet (PK 4 - 1)                           | マウント・ウエリントン                         | ハインドマーシュ（アデレード）                                                            |
| 1999                    | サウス・メルボルン                             | 5 - 1                                          | ナディ                                         | プリンス・チャールズ・パーク（ナンディ）                                                  |
| 2000-01                 | ウーロンゴン・ウルブス                         | 1 - 0                                          | タフェア                                       | ロイド・ロブソン・オーヴァル（ポートモレスビー）                                          |
| 2004-05                 | シドニーFC                                     | 2 - 0                                          | マゼンタ                                       | スタッド・パテール（ピラエ）                                                              |
| 2006                    | オークランド・シティ                           | 3 - 1                                          | ピレー                                         | ノース・ハーバー（オールバニ）                                                            |
| OFCチャンピオンズリーグ |                                                |                                                |                                                |                                                                                           |
| 2007                    | ワイタケレ・ユナイテッド                       | 1 - 2 AG 1 - 0 AG                              | 4Rエレクトリカル・バ                           | ゴーヴィンド・パーク（バ） マウント・スマート（オークランド）                             |
| 2007-08                 | ワイタケレ・ユナイテッド                       | 1 - 3 5 - 0                                    | コッサ                                         | ローソン・タマ（ホニアラ） トラスト・スタジアム（ワイタケレ）                             |
| 2008-09                 | オークランド・シティ                           | 7 - 2 2 - 2                                    | コロアレ                                       | ローソン・タマ（ホニアラ） キウィティー・ストリート（オークランド）                       |
| 2009-10                 | ヘカリ・ユナイテッド                           | 3 - 0 1 - 2                                    | ワイタケレ・ユナイテッド                       | PMRLスタジアム（ポートモレスビー） フレッド・テイラー・パーク（ワイタケレ）               |
| 2010-11                 | オークランド・シティ                           | 2 - 1 4 - 0                                    | アミカル                                       | カーマン（ポートビラ） キウィティー・ストリート（オークランド）                           |
| 2011-12                 | オークランド・シティ                           | 2 - 1 1 - 0                                    | テファナ                                       | キウィティー・ストリート（オークランド） スタッド・ルイ・ガニヴェ（パペーテ）             |
| 2012-13                 | オークランド・シティ                           | 2 - 1                                          | ワイタケレ・ユナイテッド                       | マウント・スマート（オークランド）                                                        |
| 2013-14                 | オークランド・シティ                           | 1 - 1 2 - 1                                    | アミカル                                       | カーマン（ポートビラ） キウィティー・ストリート（オークランド)                            |
| 2014-15                 | オークランド・シティ                           | 1 - 1 aet (PK 4 - 3)                           | チーム・ウェリントン                           | ANZスタジアム（スバ）                                                                     |
| 2016                    | オークランド・シティ                           | 3 - 0                                          | チーム・ウェリントン                           | QBEスタジアム（オークランド）                                                             |
| 2017                    | オークランド・シティ                           | 3 - 0 2 - 0                                    | チーム・ウェリントン                           | キウィティー・ストリート（オークランド） デイビッド・ファリントン・パーク（ウェリントン） |
| 2018                    | チーム・ウェリントン                           | 6 - 0 4 - 3                                    | ラウトカ                                       | デイビッド・ファリントン・パーク（ウェリントン） チャーチル・パーク（ラウトカ）           |
| 2019                    | ヤンゲン・スポール                             | 1 - 0                                          | マゼンタ                                       | スタッド・ニュマ＝ダリ・マゼンタ（ヌメア）                                                |
| 2020                    | 新型コロナウイルス感染症の世界的流行により中止 | 新型コロナウイルス感染症の世界的流行により中止 | 新型コロナウイルス感染症の世界的流行により中止 | 新型コロナウイルス感染症の世界的流行により中止                                            |
| 2021                    | 新型コロナウイルス感染症の世界的流行により中止 | 新型コロナウイルス感染症の世界的流行により中止 | 新型コロナウイルス感染症の世界的流行により中止 | 新型コロナウイルス感染症の世界的流行により中止                                            |
| 2022                    | オークランド・シティ                           | 3 - 0                                          | ヴェニュス                                     | ナフヘ（オークランド）                                                                    |
| 2023                    | オークランド・シティ                           | 4 - 2 aet                                      | スバ                                           | VFFフレッシュウォーター（ポートビラ）                                                     |
| 2024                    | オークランド・シティ                           | 4 - 0                                          | ピレー                                         | スタッド・ピレー（ピレー）                                                                |
| 2025                    | オークランド・シティ                           | 2 - 0                                          | ヘカリ・ユナイテッド                           | ナショナルスタジアム（ホニアラ）                                                          |

## 統計

### クラブ別成績
| クラブ名                 | 優 | 準 | 優勝年度                                                          | 準優勝年度     |
| ------------------------ | -- | -- | ----------------------------------------------------------------- | -------------- |
| オークランド・シティ     | 13 | 0  | 2006,2009,2011,2012,2013,2014,2015,2016,2017,2022, 2023,2024,2025 |                |
| ワイタケレ・ユナイテッド | 2  | 2  | 2007,2008                                                         | 2010,2013      |
| チーム・ウェリントン     | 1  | 3  | 2018                                                              | 2015,2016,2017 |
| ヘカリ・ユナイテッド     | 1  | 1  | 2010                                                              | 2025           |
| アデレード・シティ       | 1  | 0  | 1987                                                              |                |
| サウス・メルボルン       | 1  | 0  | 1999                                                              |                |
| ウーロンゴン・ウルブス   | 1  | 0  | 2001                                                              |                |
| シドニーFC               | 1  | 0  | 2005                                                              |                |
| ヤンゲン・スポール       | 1  | 0  | 2019                                                              |                |
| アミカル                 | 0  | 2  |                                                                   | 2011,2014      |
| マゼンタ                 | 0  | 2  |                                                                   | 2005,2019      |
| ピレー                   | 0  | 2  |                                                                   | 2006,2024      |
| マウント・ウエリントン   | 0  | 1  |                                                                   | 1987           |
| ナディ                   | 0  | 1  |                                                                   | 1999           |
| タフェア                 | 0  | 1  |                                                                   | 2001           |
| 4Rエレクトリカル・バ     | 0  | 1  |                                                                   | 2007           |
| コッサ                   | 0  | 1  |                                                                   | 2008           |
| コロアレ                 | 0  | 1  |                                                                   | 2009           |
| テファナ                 | 0  | 1  |                                                                   | 2012           |
| ラウトカ                 | 0  | 1  |                                                                   | 2018           |
| ヴェニュス               | 0  | 1  |                                                                   | 2022           |
| スバ                     | 0  | 1  |                                                                   | 2023           |

注1：前身のオセアニアクラブ選手権時代も含む。

注2：優勝年度及び準優勝年度は、優勝が決定した年を並べている。例えば、2000-01年度王者は2001年としている。

### クラブ所在国別成績
| 国・地域名         | 優 | 準 |
| ------------------ | -- | -- |
| ニュージーランド   | 16 | 6  |
| オーストラリア     | 4  | 0  |
| ニューカレドニア   | 1  | 2  |
| パプアニューギニア | 1  | 1  |
| フィジー           | 0  | 4  |
| タヒチ             | 0  | 4  |
| バヌアツ           | 0  | 3  |
| ソロモン諸島       | 0  | 2  |

注：前身のオセアニアクラブ選手権時代も含む。